# Campylobacter coli
Campylobacter coli ist ein mikroaerophiles, gramnegatives Bakterium aus der Gattung Campylobacter. Es ist eng verwandt mit Campylobacter jejuni, beide Arten wurden früher der Gattung Vibrio zugeordnet und sind die Krankheitserreger der Campylobacter-Enteritis, einer entzündlichen Durchfallerkrankung beim Menschen. Sie werden von Tieren über Lebensmittel und Trinkwasser auf den Menschen übertragen.
Die Spezies umfasst etwa 90 Stämme. Das Genom mehrerer Stämme wurde im Jahr 2013 vollständig sequenziert. Neben dem Bakterienchromosom können auch Plasmide in der Zelle enthalten sein. Ein untersuchtes Plasmid enthält mehrere Gene für Antibiotikaresistenzen und verleiht dem Bakterium somit eine Resistenz gegen Gentamycin und weitere Antibiotika.

## Merkmale

### Erscheinungsbild
Die Zellen von Campylobacter coli sind schlanke, spiralig gekrümmte Stäbchen, die 0,2–0,8 µm (Mikrometer) dick und 1–5 µm lang sind. Auch kommaförmig gekrümmte Stäbchen kommen vor. An beiden Polen befindet sich eine einzelne Geißel, dadurch ist eine aktive Bewegung der Zellen möglich. In der Gramfärbung verhalten sie sich negativ. Es werden keine Überdauerungsformen wie Endosporen gebildet.

### Wachstum und Stoffwechsel
Campylobacter coli gehört zu den mikroaerophilen Bakterien. Er benötigt Sauerstoff für das Wachstum, aber in geringeren Konzentrationen als sie in der Luft enthalten sind. Er betreibt einen aeroben Stoffwechsel und ist Katalase-positiv und Oxidase-positiv. Zur Kultivierung wird häufig eine Gasatmosphäre verwendet, die weniger Sauerstoff (O2) und mehr Kohlenstoffdioxid (CO2) enthält als die Luft. Eine zu diesem Zweck eingesetzte Gasmischung besteht aus 5 % O2, 10 % CO2 und 85 % Stickstoff (N2). Eine ähnliche Gasatmosphäre, die bei der Untersuchung von Campylobacter coli verwendet wird, enthält 5 % O2, 3,5 % CO2, 7,5 % Wasserstoff (H2) und 84 % N2. Die Inkubation erfolgt meist bei 37 °C, wobei auch bei 42 °C noch Wachstum erfolgt, bei 25 °C jedoch nicht. Er wird zu den thermophilen Campylobacter Arten gezählt.
Einige Enzyme, die im Stoffwechsel verwendet werden, um bestimmte Substrate abzubauen, sowie andere Stoffwechselreaktionen werden im Rahmen einer „Bunten Reihe“ nachgewiesen, um ein Bakterium zu identifizieren. Campylobacter coli verfügt über Katalase und Oxidase und kann mit Hilfe des Enzyms Nitratreduktase (NADH) (EC 1.7.1.1) Nitrat zu Nitrit reduzieren. Er kann in einem Nährmedium wachsen, das bis zu 1 % Glycin enthält und toleriert einen Anteil von Glucose im Medium von bis zu 8 %. Ein wichtiges Merkmal zur Unterscheidung der verschiedenen Campylobacter Arten ist der Test auf Bildung von Schwefelwasserstoff (H2S). Dieser Test kann mit dem TSI-Agar (Triple Sugar Iron-Agar, englisch für Dreifach-Zucker-Eisen-Agar) durchgeführt werden. Hier zeigt Campylobacter coli kein eindeutiges Ergebnis, d. h., es kann ein positives oder ein negatives Ergebnis im Test auftreten. Auf Nährmedien, die einen Zusatz von Blut enthalten (ein sogenannter Blutagar), ist eine Alpha-Hämolyse zu beobachten.
Bedeutsam für die Wirkung als Krankheitserreger ist eine Resistenz des Bakteriums gegenüber Antibiotika. In den USA werden seit 1996 die Bakterienstämme aus klinischen Proben und seit 2002 auch aus Fleischproben aus dem Einzelhandel in regelmäßigen Abständen auf Resistenzen gegen Aminoglycosidantibiotika hin untersucht. Als Ergebnis dieses Monitoring wurde 2000 ein gegen Gentamycin resistenter Campylobacter coli (isoliert von einem Menschen) entdeckt, dem folgte 2007 ein Isolat aus Hähnchenfleisch. 2010 waren 11,3 % der vom Menschen und 12,5 % der von Fleischproben isolierten Stämme gegen Gentamycin resistent. Die Unempfindlichkeit gegenüber Nalidixinsäure, dem ersten Antibiotikum aus der Gruppe der Chinolon-Antibiotika, wurde bereits 1973 von Véron und Chatelain beschrieben. Ihnen gelang die Kultivierung auf einem Blutagar mit einem Zusatz von 40 µg/ml an Nalidixinsäure.

### Genetik
Das Genom von drei Stämmen wurde bereits vollständig sequenziert (Stand 2013). Der für eine Untersuchung verwendete Bakterienstamm Campylobacter coli CVM N29710 wurde aus einer Geflügelfleischprobe aus dem Einzelhandel isoliert. Das Genom des Bakterienchromosoms weist eine Größe von 1673 Kilobasenpaaren (kb) auf, das ist etwa 35 % der Genomgröße von Escherichia coli. Neben dem Chromosomen wurden auch zwei Plasmide sequenziert, das kleinere mit einer Größe von 3,7 kb, das größere mit 55,1 kb. Insgesamt sind 1694 Proteine annotiert. Die Ergebnisse der Sequenzierungen zeigen einen GC-Gehalt (den Anteil der Nukleinbasen Guanin und Cytosin) in der Bakterien-DNA zwischen 31,4 und 31,9 Mol-Prozent. Dies liegt innerhalb des Bereiches von 30–38 Mol-Prozent, der für die Gattung Campylobacter typisch ist, einem Vertreter der Klasse der Epsilonproteobacteria. Campylobacter coli und einige verwandte Arten wurden früher der Gattung Vibrio zugerechnet. Diese zu der Klasse der Gammaproteobacteria zählenden Bakterien weisen einen deutlich höheren GC-Gehalt auf, z. B. 47 Mol-Prozent bei Vibrio cholerae. Dies beweist, dass Campylobacter coli nicht näher mit den Vibrionen verwandt ist.
Die Untersuchung des aus Geflügelfleisch isolierten Stammes umfasst auch die im Genom vorhandenen Plasmide. Eines der beiden Plasmide enthält mehrere Gene für Antibiotikaresistenzen und verleiht dem Bakterium somit eine Resistenz gegen mehrere Aminoglycosidantibiotika (Gentamycin, Kanamycin, Streptomycin, Streptothricin) und Tetracycline. Das Plasmid kann von einer Bakterienzelle zur nächsten übertragen werden, damit werden auch die Resistenzgene übertragen.

### Pathogenität
Campylobacter coli wird durch die Biostoffverordnung in Verbindung mit der TRBA (Technische Regeln für Biologische Arbeitsstoffe) 466 der Risikogruppe 2 zugeordnet und als Zoonoseerreger gekennzeichnet. Damit wird auf die Möglichkeit hingewiesen, dass eine Infektion direkt oder indirekt zwischen Tieren und Menschen übertragen werden kann.
Die Mechanismen der Pathogenität des Erregers sind noch Gegenstand der Forschung. Campylobacter coli bildet das sogenannte cytolethal distending toxin (CDT), übersetzt etwa cytolethales (für Zellen tödliches), aufblähendes Toxin. Dieses Toxin besteht aus mehreren Untereinheiten, eine davon zeigt eine DNase-Aktivität, ist also in der Lage, die DNA abzubauen. Das CDT greift in den Ablauf der Zellteilung ein, dies führt zu vergrößerten, wie aufgebläht wirkenden Zellen, nach diesem Phänomen ist das Toxin benannt. Die für diesen Virulenzfaktor codierenden Gene cdtA, cdtB und cdtC waren Gegenstand einer 2010 veröffentlichten Untersuchung. Dabei wurden 242 Isolate aus Lebensmitteln und 112 Isolaten aus klinischen Proben auf diese Gene hin untersucht. In allen Bakterienstämmen aus den klinischen Proben konnten alle drei Gene nachgewiesen werden, bei den Lebensmittelisolaten wurden die cdtA und cdtC Gene bei 99,4 % der Stämme und das cdtB Gen bei 98,8 % der Stämme nachgewiesen.

### Nachweise
Campylobacter coli wird meist auf bzw. in komplexen Nährmedien kultiviert. Diese enthalten beispielsweise Fleischextrakt oder Hefeextrakt, Pepton und Natriumchlorid (NaCl). Dieses Medium kann noch zusätzlich mit 10 % Blut versetzt werden. Ebenfalls zur Kultivierung geeignet ist der Müller-Hinton-Agar mit einem Zusatz von 5 % Pferdeblut. Der Zusatz von Blut ermöglicht die Beurteilung, ob das Bakterium eine Hämolyse durchführt. Die auf diesen Nährmedien gewachsenen Kolonien müssen für die Identifizierung noch weiter untersucht werden. Biochemische Tests zur Identifizierung beinhalten den Katalase- und Oxidase-Test, sowie typische Tests aus einer „Bunten Reihe“. Ein darauf basierendes Schnellbestimmungssystem im Miniaturformat (Analytical Profile Index) zur Bestimmung von Campylobacter Arten ist kommerziell verfügbar.
Zur Identifizierung können ebenfalls serologische Tests verwendet werden, die auf der Antigen-Antikörper-Reaktion basieren. Die benötigten Antikörper erhält man aus dem Blutserum von Mäusen, die mit gereinigten Membranproteinen der Campylobacter Spezies immunisiert wurden. Dabei sind die Antikörper jedoch nicht spezifisch für ein einzelnes Antigen. Spezifischer ist der Nachweis bestimmter Teile des bakteriellen Genoms mit Hilfe des PCR-Verfahrens (Polymerase-Kettenreaktion). Hierbei wird ein für die Gattung typisches Gen neben arttypischen Genen bestimmt. Der Nachweis erfolgt mit Hilfe des Multiplex-PCR Verfahrens und ermöglicht die Unterscheidung von Campylobacter coli und Campylobacter jejuni.

## Vorkommen
Campylobacter coli ist normalerweise im Darm von Schweinen und Geflügel und anderen Vogelarten zu finden. Gelegentlich ist er auch im menschlichen Darm nachweisbar. Bei Schafen und Rindern gehört er normalerweise nicht zur Darmflora.

## Systematik

### Äußere Systematik
Campylobacter coli ist ein typischer Vertreter der Gattung Campylobacter. Neben ihm sind auch die Arten C. jejuni und C. lari von medizinischer Bedeutung für den Menschen, während C. fetus eher von veterinärmedizinischer Bedeutung ist. Campylobacter coli und Campylobacter jejuni sind eng miteinander verwandt und ähneln sich in zahlreichen Merkmalen, so dass eine Unterscheidung je nach Untersuchungsmethode nicht immer möglich ist. Daher werden sie in der medizinischen Mikrobiologie teilweise zusammen als Campylobacter jejuni erfasst. Bei einer weiteren Art – Campylobacter hyoilei – ist noch nicht geklärt, ob er den Status als eigene Spezies beibehält oder ob es sich um eine Variante von Campylobacter coli handelt.
Erst 1973 gelang die gesicherte Unterscheidung von Campylobacter- und Vibrio-Arten, vorher ist Campylobacter coli als Vibrio coli bezeichnet worden. Dies beruht auf dem Erscheinungsbild der Zellen, die neben der spiralig gekrümmten Form auch als kommaförmig gebogene Stäbchen auftreten, was typisch für Vibrionen ist.

### Innere Systematik
Die Art umfasst etwa 90 Stämme. Das Genom mehrerer Stämme ist bereits vollständig sequenziert oder wird in weiteren Genomprojekten erforscht. Campylobacter coli ATCC 33559 ist der speziestypische Stamm. Die bisher näher untersuchten Stämme verfügen über zwei Plasmide (Campylobacter coli CVM N29710), ein Plasmid (Campylobacter coli 15-537360) oder kein Plasmid (Campylobacter coli 76339).

### Etymologie
Der Gattungsname verweist auf das Aussehen der Bakterienzellen (altgriechisch καμπὓλος kampylos = krumm, βακτηρΐα bakteria = Stab), also auf gekrümmte bzw. gebogene Stäbchen. Der Artname bezieht sich auf das Vorkommen, coli aus dem Lateinischen bedeutet „des Darms“ (Genitiv), verweist also auf den Darm als Habitat.

## Medizinische Bedeutung

### Infektionsquellen
Der Infektionsweg von Campylobacter coli erfolgt meist oral, in den meisten Fällen geschieht die Aufnahme über kontaminierte Lebensmittel und Trinkwasser. Auch Infektionen beim Baden in kontaminierten Oberflächengewässern (Badeseen und andere stehende Gewässer im Sommer) kommen vor. Selten erfolgt die direkte fäkal-orale Übertragung von Mensch zu Mensch. Einzelfälle der Übertragung von erkrankten Personen auf andere in einer Gemeinschaftseinrichtung sind dokumentiert, mit Dauerausscheidern ist normalerweise nicht zu rechnen. Bei immungeschwächten Personen kann es jedoch zu einer Langzeitausscheidung kommen. Auch eine direkte Schmierinfektion kommt vor, vor allem bei Kindern. Häufig erfolgt die Infektion im Sommer.
Die Bakterien können einige Zeit in der Umwelt oder in Lebensmitteln überleben, dabei vermehren sie sich jedoch nicht. Bereits die Aufnahme einer eher geringen Menge von Campylobacter coli reicht aus, um eine Infektion zu verursachen, bei Kindern ist dies bereits bei einer Infektionsdosis von etwa 500 Bakterienzellen möglich. Die als Infektionsquellen ausgemachten Lebensmittel sind vor allem von ausscheidenden Tieren kontaminiert. In Fallstudien wurde unzureichend erhitztes oder kontaminiertes Geflügelfleisch als wichtigste Infektionsquelle erkannt. Weitere Infektionsquellen sind nicht pasteurisierte Milch, kontaminiertes, nicht aufbereitetes Trinkwasser und rohes Hackfleisch. Auch die Übertragung durch Haustiere (besonders durchfallkranke Welpen und Katzen) bzw. bei Kontakt mit deren Ausscheidungen (Kot) ist möglich.

### Infektionskrankheiten
Nach einer Inkubationszeit von 1 bis 7 Tagen können sich folgende Symptome bemerkbar machen:
- heftige, kolikartige Bauchschmerzen
- wässrige Durchfälle, häufig mit Schleim-, teilweise mit Blutauflagerungen
- Fieber bis 40 °C.

In Deutschland und Österreich besteht Meldepflicht, dabei greift in Deutschland das Infektionsschutzgesetz (IfSG). Nach § 7 des Infektionsschutzgesetzes besteht eine Meldepflicht für den positiven Erregernachweis durch das nachweisende Labor mit namentlicher Meldung des Patienten. Nach § 6 IfSG ist auch die Krankheit als akute infektiöse Gastroenteritis meldepflichtig, falls ein epidemischer Zusammenhang wahrscheinlich ist oder vermutet wird. Nach § 42 IfSG gilt ein Tätigkeits- und Beschäftigungsverbot für die betroffene Person in bestimmten Lebensmittelbetrieben.

### Therapie
Die meisten Infektionen sind nach wenigen Tagen selbstlimitierend. Unter bestimmten Umständen ist eine Antibiotikagabe erforderlich, hier ist Erythromycin das Mittel der Wahl. Chinolon-Antibiotika sind nur mäßig wirksam.